# АБА сезона 1975/76.
АБА сезона 1975/76. је била девета и последња сезона за Америчку кошаркашку асоцијацију. Сезона је почела 24. октобра 1975. Редовна сезона те године завршена је 7. априла, а нападач Њујорк нетса Џулијус Ирвинг проглашен је за МВП-а. Плеј-оф је почео 8. априла и завршио се 13. маја 1976. где су Њујорк нетси победили Денвер нагетсе у 6. утакмици финалне серије бољи у серији од седам, а Џулијус Ирвинг је проглашен за МВП плеј-офа. Тренер Денвер нагетса Лари Браун проглашен је за тренера године, а његов штићеник Дејвид Томпсон за новајлију године.
У овој сезони сат за шут је промењен са 30 на 24 секунде и постао је исти као у НБА лиги. Дејв Дебушер је био нови комесар лиге, њен седми и последњи. Ово је такође била једина сезона која није користила поставку дивизије Исток-Запад. НБА је усвојила АБА-ин шут за три поена тек за сезону 1979–80.
Пре почетка сезоне, Мемфис саундси су се преселили у Балтимор, Мериленд, и накратко постали Балтимор хастлерси, затим Балтимор клавси. Канџе су се расформирале током предсезоне у октобру након што су одиграле три егзибиционе утакмице. Сан Дијего конквистадорси су у сезони 1975–76 заменили Сан Дијего сејлси, али су већ у новембру одустали од играња у лиги , а потом Јута старси такође одустали од лиге почетком децембра. Вирџинија сквајерси су одустали у мају након завршетка регуларне сезоне, али пре завршетка АБА плеј-офа 1976. године,. Разлог одустајања је био што нису могли да испуне обавезе плаћања лиге која је износила 75.000 долара, месец дана пре него што су почели преговори о спајању лиге са НБА.
На АБА Ол-стар утакмици 1976. Денвер нагетси који су били на првом месту лиге, победили АБА Ол старсе са 144–138 у Денверу. Први пут је организовано такмичење у закуцавању, где је победио Џулијус Ирвинг.
Завршетком сезоне, спајањем АБА и НБА јуна 1976. године, тимови Денвер нагетси, Индијана пејсерси, Њујорк нетси и Сан Антонио спарси су се придружили НБА, док су Кентаки колонелси и Спиритси из Сент Луиса прихватили уговоре да одустану. Договор који су постигли и прихватили власници Спиритса, Ози и Данијел Силна, показао се прилично уносним, пошто су пристали да заувек примају седмину телевизијског прихода сваке од четири новододате франшизе.

## АБА тимови
| 1975/76. Америчка кошаркашка асоцијација |                                                            |                                                                  |                   |
| Екипа                                    | Град                                                       | Дворана                                                          | Капацитет         |
| Балтимор клавси                          | Балтимор                                                   | Балтимор Сивик арена                                             | 11.686            |
| Денвер нагетси                           | Денвер, Колорадо                                           | Мекниколс Спортска арена                                         | 16.700            |
| Индијана пејсерси                        | Индијанаполис, Индијана                                    | Маркет сквер арена                                               | 17.000            |
| Кентаки колонелси                        | Луивил, Кентаки                                            | Фридом хол                                                       | 16.664            |
| Њујорк нетси                             | Јуниондејл (Њујорк)                                        | Насау ветеранс мемориал колосеум                                 | 14.865            |
| Сан Антонио спарси                       | Сан Антонио, Тексас                                        | Хемисфер арена                                                   | 10.146            |
| Сан Дијего сејлси                        | Сан Дијего                                                 | Сан Дијего Спортска арена                                        | 14.500            |
| Спиритс ов Сент Луис                     | Сент Луис                                                  | Сент Луис арена                                                  | 18.006            |
| Јута старси                              | Солт Лејк Сити, Јута                                       | Солт палас                                                       | 12.166            |
| Вирџинија сквајерси                      | Норфок (Вирџинија) Хемптон (Вирџинија) Ричмонд (Вирџинија) | Олд Доминион јуниверзити филдхаус Хемптон колосеум Ричмонд арена | 5.200 9.777 6.000 |

## Коначан поредак регуларне сезоне
Ута = утакмице, Поб = победе, Изг = изгубљене, П% = проценат победа, ЗЛП = Заостајање за лидером у победама
| АБА дивизија |                      |     |     |     |      |     |
| #            | Екипа                | Ута | Поб | Изг | П%   | ЗЛП |
| 1            | Денвер нагетси       | 84  | 60  | 24  | 71,4 | -   |
| 2            | Њујорк никси         | 84  | 55  | 29  | 65,5 | 5   |
| 3            | Сан Антонио спарси   | 84  | 50  | 34  | 59,5 | 10  |
| 4            | Кентаки колонелси    | 84  | 46  | 38  | 54,8 | 14  |
| 5            | Индијана пејсерси    | 84  | 39  | 45  | 46,4 | 21  |
| 6            | Спиритс ов Сент Луис | 84  | 35  | 49  | 41,7 | 25  |
| 7            | Вирџинија сквајерси  | 83  | 15  | 68  | 18,1 | 45  |
| 8            | Сан Дијего сејлси    | 11  | 3   | 8   | 27,3 | -   |
| 9            | Јута старси          | 16  | 4   | 12  | 25,0 | -   |
| 10           | Балтимор клавси      | 0   | 0   | 0   | 0,0  | -   |

## Статистички лидери сезоне

### Основни показатељи
| Индикатор   | Играч          | Тим                | Укупно | Играч          | Тим                | По мечу |
| ----------- | -------------- | ------------------ | ------ | -------------- | ------------------ | ------- |
| Поени       | Џулијус Ирвинг | Њујорк нетси       | 2.462  | Џулијус Ирвинг | Њујорк нетси       | 29,3    |
| Скокови     | Артис Гилмор   | Кентаки колонелси  | 1.303  | Артис Гилмор   | Кентаки колонелси  | 15,5    |
| Асистенција | Дон Бјус       | Индијана пејсерси  | 689    | Дон Бјус       | Индијана пејсерси  | 8,2     |
| Украдене    | Дон Бјус       | Индијана пејсерси  | 346    | Дон Бјус       | Индијана пејсерси  | 4,1     |
| Блокада     | Били Полц      | Сан Антонио спарси | 253    | Били Полц      | Сан Антонио спарси | 3,0     |

## Награде и признања
- Награда АБА за најкориснијег играча: Џулијус Ирвинг, Њујорк нетси (3. пут изабран)
- Новајлија године: Дејвид Томпсон, Денвер нагетси
- Тренер године: Лари Браун, Денвер нагетси (3. пут изабран)
- МВП плеј-офа: Џулијус Ирвинг, Њујорк нетси (2. пут изабран)
- МВП утакмице свих звезда: Дејвид Томпсон, Денвер нагетси

| - Ол-АБА први тим - Џулијус Ирвинг, Њујорк нетси, (5. пут изабран) - Били Најт, Индијана пејсерси, - Артис Гилмор, Кентаки колонелси, (5. пут изабран) - Џејмс Сајлас, Сан Антонио спарси, (2. пут изабран) - Ралф Симпсон, Денвер нагетси, (3. пут изабран) | - Ол-АБА други тим - Дејвид Томпсон, Денвер нагетси - Боби Џонс, Денвер нагетси - Ден Ајсел, Денвер нагетси (5. пут изабран) - Ден Бјус, Индијана пејсерси - Џорџ Гервин, Сан Антонио спарси (2. пут изабран) | - Ол-АБА руки тим - М. Л. Кар, Спиритс ов Сент Луис - Лутер Берден, Вирџинија сквајерси - Ким Хју, Њујорк нетси - Марк Олбердинг, Сан Дијего сејлс - Дејвид Томпсон, Денвер нагетси |